# Nicolás I Zorzi
Nicolás I Zorzi (o Giorgi) (en italiano: Niccolò; fallecido en 1345) fue el marqués de Bodonitsa, primer miembro de la familia Zorzi de Venecia en ocupar el cargo, a partir de 1335 hasta su muerte. En 1335, se casó con Guillermina Pallavicini, heredera de Bodonitsa y viuda de Bartolomeo Zaccaria.
Aunque Nicolás estaba en buenos términos con la Compañía catalana que entonces gobernaba el Ducado de Atenas (su soberano feudal), se opuso al tributo anual de cuatro corceles. Aunque mantuvo el marquesado hasta su muerte y sus descendientes continuaron gobernando hasta la conquista otomana (haciendo de Bodonitsa el estado franco más longevo en el norte de Grecia), su esposa «se cansó de él», según Kenneth Setton.
Dejó tres hijos, Francisco, Jacobo y Nicolás, cada uno de los cuales gobernó el marquesado en algún momento.